# Haunted (album Six Feet Under)
Haunted – debiutancki album studyjny amerykańskiej grupy muzycznej Six Feet Under. Wydawnictwo ukazało się 26 września 1995 roku nakładem wytwórni muzycznej Metal Blade Records.

## Lista utworów
1. „The Enemy Inside” - 4:17
2. „Silent Violence” - 3:33
3. „Lycanthropy” - 4:41
4. „Still Alive” - 4:04
5. „Beneath a Black Sky” - 2:50
6. „Human Target” - 3:30
7. „Remains of You” - 3:22
8. „Suffering in Ecstasy” - 2:44
9. „Tomorrow’s Victim” - 3:34
10. „Torn to the Bone” - 2:46
11. „Haunted” - 3:10